# برنار بواسييه
بَرْنَار بُوَاسِيِيه (بالفرنسية: Bernard Boissier)‏ (3 أكتوبر 1952 في نيم) لاعب كرة قدم فرنسي معتزل كان يجيد اللعب في خط الدفاع.
بدأ بواسييه مسيرته الرياضية في نادي نيم سنة 1964 ثم انتقل إلى نادي ليون سنة 1981 وفي السنة التالية انتقل إلى نادي طولون وفي سنة 1986 انتقل إلى نادي لو غراو دو روي وقرر اعتزال لعب كرة القدم نهائيا في سنة 1988.
شارك بواسييه للمرة الأولى والأخيرة مع منتخب فرنسا بديلا في دقيقتين في 26 أبريل 1975 أمام منتخب البرتغال وانتهت المباراة بخسارة منتخب فرنسا 0-2.

## وصلات خارجية
- برنار بواسييه على موقع قاعدة بيانات كرة القدم.إي يو (الإنجليزية)
- برنار بواسييه على موقع ناشيونال فوتبول تيمز (الإنجليزية)
- برنار بواسييه على موقع عالم كرة القدم.نت (الإنجليزية)